# Гипомагнетизм
Гипомагнетизм — это отрицательное воздействие на человеческий организм изменений интенсивности магнитного поля.
Вся жизнь на планете Земля, включая человечество, постоянно существует под защитой магнитного поля Земли. Действует оно и на низких околоземных орбитах, на которых космонавты совершают длительные полёты на орбитальных станциях. Однако при дальних полётах, даже на Луну, защита магнитного поля Земли практически полностью исчезнет, что может крайне неблагоприятно отразиться на здоровье космонавтов. Поскольку опыта длительных дальних пилотируемых космических полётов у человечества нет, эта требующая решения проблема остаётся практически неизученной.
Работы по противодействию гипомагнетизму ведёт, в частности, Роскосмос, который намерен создать и применять препараты для противодействия гипомагнетизму к 2030-м годам, когда планируется начать дальние космические полёты.